# Penelopides panini
Penelopides panini este o specie de pasăre rinocer întâlnită în pădurile tropicale de pe insulele din Panay, Negros, Masbate⁠(d) și Guimaras, iar anterior și în Ticao, în Filipine. Aceasta a inclus anterior toate celelalte specii ale genului Penelopides⁠(d) ca subspecii.

## Taxonomie
Această specie de pasăre rinocer a fost descrisă de polimatul francez Georges-Louis Leclerc, conte de Buffon în 1780, în lucrarea sa Histoire Naturelle des Oiseaux. Pasărea a fost, de asemenea, ilustrată într-o placă colorată manual gravată de François-Nicolas Martinet⁠(d) în Planches Enluminées D'Histoire Naturelle, care a fost produsă sub supravegherea Edme-Louis Daubenton⁠(d) pentru a însoți textul lui Buffon. Nici legenda plăcii, nici descrierea lui Buffon nu includeau un nume științific, dar în 1783 naturalistul olandez Pieter Boddaert a inventat numele binomial Buceros panini în catalogul său Planches Enluminées. Localitatea tip este insula Panay⁠(d) din Filipine. Specia este acum plasată în genul Penelopides, gen care a fost introdus în 1849 de către naturalistul german Ludwig Reichenbach⁠(d) într-o placă de păsări rinocer. Originea numelui generic este incertă, dar poate fi o combinație a latinescului pene, adică „aproape”, și a termenilor din greaca veche lophos, adică „creastă”, și - oideēs, „asemănător”. Epitetul specific panini este o formă latinizată a numelui insulei, Panay.
Sunt recunoscute două subspecii:
- P. p. panini – (Boddaert, 1783): întâlnită pe insulele Panay, Negros, Masbate⁠(d) și Guimaras⁠(d)
- P. p. ticaensis – Hachisuka⁠(d), 1930: întâlnită pe Insula Ticao (probabil dispărut)

## Descriere

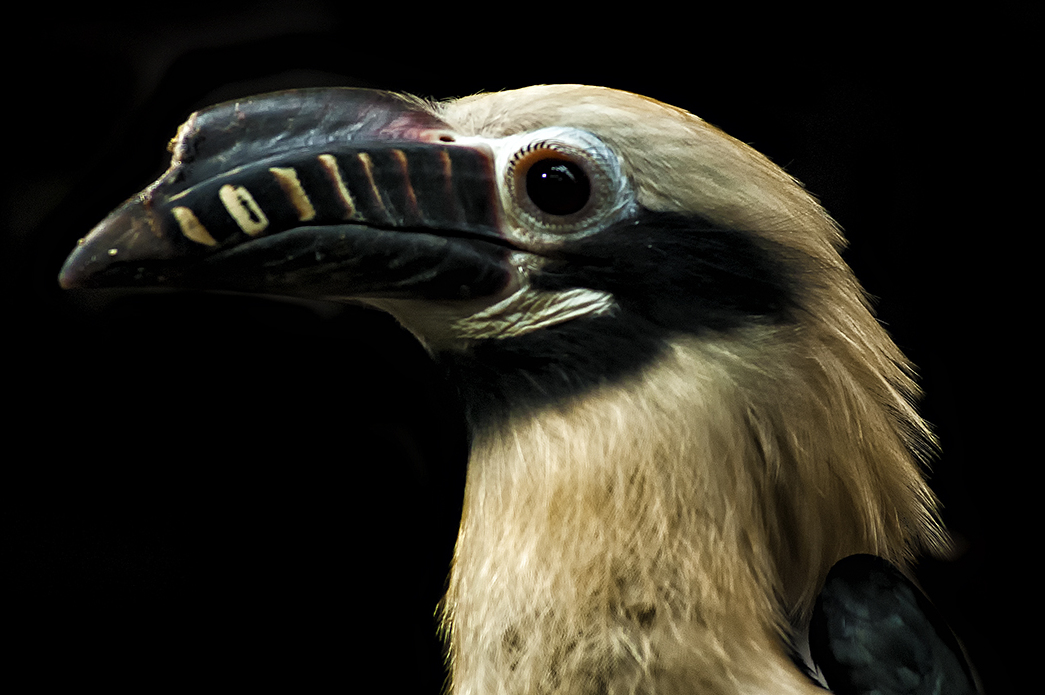
Detaliu al capului unui mascul

Adulții prezintă dimorfism sexual. Masculul are capul și gâtul alb-crem, pieptul superior alb, pieptul inferior și penele mari din coadă roșiatic-maronii și coada albă-crem, cu un vârf negru lat. Ciocul și casca sunt negricioase, iar ciocul are cu șanțuri gălbui. Pielea oculară goală este de culoare roz-alb. Coada și ciocul femelei seamănă cu cele ale masculului, dar altfel penajul femelelor este negru, iar pielea oculară este albastră.

## Dietă și comportament
Această specie trăiește în grupuri și frecventează baldachinul pădurilor tropicale. Aceste păsări sunt zgomotoase și emit un sunet neîncetat care sună ca ta-rik-tik, de unde și numele lor local, tarictic. În ciuda zgomotului pe care îl produc, păsările sunt greu de găsit, fiind bine camuflate de frunzișul dens.
Hrana principală a acestei păsări rinocer este reprezentată de fructe. De asemenea, consumă rar insecte, gândaci, furnici și râme.

## Conservare

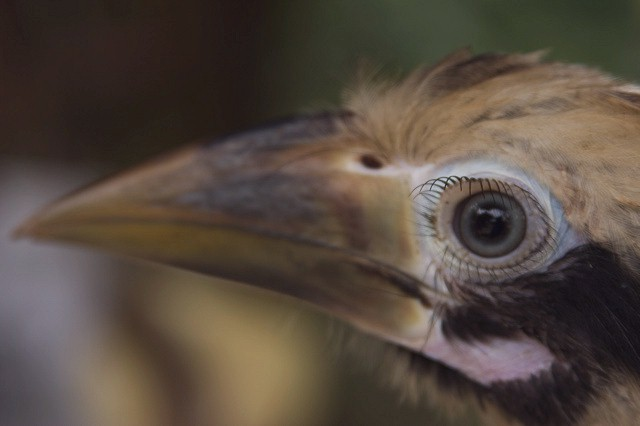
Pui predat cercetătorilor în Panay, Filipine.

Aceasta este o specie pe cale de dispariție. Populația totală este estimată la 1.800 de indivizi. A existat o scădere puternică a populației din cauza vânătorii și pierderii habitatului cauzată de defrișări. Subspecia ticaensis a fost descris[ ca fiind „abundentă” în 1905, dar aproape întreaga pădure de pe insulă a fost înlocuită de plantații și așezări în secolul al XX-lea. Ultima observație a subspeciei ticaensis a avut loc în 1971, iar acum este probabil ca aceasta să fi deja dispărut. Dacă acest fapt este confirmat, acesta este primul taxon de pasăre rinocer care a disparut în istoria înregistrată. Mulți alți taxoni din familia păsărilor rinocer sunt acum în pericol. 

## Captivitate
Această specie a fost recent importată din Panay de Chester Zoo⁠(d), Anglia. Există două perechi la Chester și alte două perechi la Avifauna⁠(d) în Țările de Jos, printre alte colecții.
În trecut, Grădina Zoologică din Los Angeles a înmulțit această specie, dar nu se știe dacă păsările erau Penelopide panini panini pure, deci este posibil să nu fie prima reproducere captivă a acestei specii.